# Gynanisa albescens
Gynanisa albescens is een vlinder uit de familie nachtpauwogen (Saturniidae). De wetenschappelijke naam van deze soort is voor het eerst geldig gepubliceerd in 1904 door Léon Sonthonnax.
De soort komt voor in het Afrotropisch gebied.